# Before You Were Punk: A Punk Rock Tribute to 80's New Wave
Before You Were Punk: A Punk Rock Tribute to 80's New Wave is een compilatiealbum uit 1997 van het Amerikaanse platenlabel Vagrant Records. Het bevat twaalf nummers van punkbands die actief waren gedurende de jaren 90, waarvan de meeste uit Zuid-Californië afkomstig waren. De nummers op het album zijn covers van bekende new wave-nummers uit de jaren 80. Vanwege het succes dat het label met deze compilatiealbum behaalde (er werden meer dan 70.000 platen verkocht), werd er in 1999 een vervolgalbum getiteld Before You Were Punk 2: Another Punk Rock Tribute to 80's New Wave uitgegeven.

## Nummers
1. "I Melt with You" (Modern English) - Good Riddance
2. "Turning Japanese" (The Vapors) - No Use for a Name
3. "In Between Days" (The Cure) - Face to Face
4. "Happy Loving Couples" (Joe Jackson) - Guttermouth
5. "Pretty in Pink" (The Psychedelic Furs) - Automatic
6. "Goody Two Shoes" (Adam Ant) - Unwritten Law
7. "Dancing with Myself" (Generation X) - blink-182
8. "Crash" (The Primitives) - The Mr. T Experience
9. "Peace, Love and Understanding" (Elvis Costello) - Down by Law
10. "Walking in L.A." (Missing Persons) - Hagfish
11. "Young Turks" (Rod Stewart) - Jughead's Revenge
12. "867-5309/Jenny" (Tommy Tutone) - Bracket

## Opnames
De nummers op het album zijn op verschillende locaties door verschillende producenten opgenomen en gemixt:
- Tracks 1-3 zijn opgenomen en gemixt door Ryan Greene in de Razor's Edge Studios in San Francisco, Californië
- Tracks 4, 5, 7, 9, en 11 zijn opgenomen en gemixt door Kiley en Dan in Doghouse Studios in Van Nuys, California
- Track 6 is opgenomen en gemixt door Scott Axum en Don Lithgow in DML Studios
- Track 8 is opgenomen en gemixt door Kevin Army in Roof Bros. Studios in Oakland, Californië
- Track 10 is opgenomen en gemixt door Jeff Bridges in de Big Noise Studios
- Track 12 is opgenomen en gemixt door Jowe Marquez in de Prairie Sun Studios